# Коуэн, Джимми
Джеймс Кливс Коуэн (англ. James Clews Cowan 16 июня 1926, Пейсли, Ренфрушир — 20 июня 1968, Гринок, Ренфрушир) — шотландский футболист, игрок сборной Шотландии.

## Биография

### Клубная карьера
Коуэн родился в Пейсли и начал свою профессиональную карьеру в команде «Сент-Миррен», а в 1944 году перешёл в «Мортон». В составе «Мортона» Коуэн играл в течение девяти лет, сыграв в финале Кубка Шотландии 1948 года против «Рейнджерс».
В 1953 году перешёл в «Сандерленд», в котором играл два сезона.
Завершил карьеру в клубе «Терд Ланарк», в котором играл один сезон.

### Карьера в сборной
В составе сборной Шотландии сыграл 25 матчей.